# Anathallis malmeana
Anathallis malmeana är en orkidéart som först beskrevs av João Dutra och Guido Frederico João Pabst, och fick sitt nu gällande namn av Alec M. Pridgeon och Mark W. Chase. Anathallis malmeana ingår i släktet Anathallis och familjen orkidéer. Inga underarter finns listade i Catalogue of Life.